# 生放送!!晩ごはん今なん食べとーと?
『生放送!!晩ごはん今なん食べとーと?』（なまほうそう!!ばんごはんいまなんたべとーと?）はテレビ西日本（TNC）で、月1回火曜19:00 - 20:00（JST）に生放送されていたバラエティ番組。

## 概要
火曜19時というゴールデンタイムでありながら、全編生放送で「福岡県民のリアルな晩ごはん」を住宅街や繫華街から中継し、福岡の今を伝えるバラエティ番組をコンセプトとしていた。
2024年4月9日に初回放送が行われ、以降月1回ペースで放送が継続されていた。しかし、同年9月24日を最後に放送が行われなくなり、正式な番組終了のアナウンスがなされないまま、現在は、放送局であるTNCの公式サイト内で「放送終了」番組として掲載されている。

## 出演者
- 中島浩二
- 斉藤優
- ゴリけん（カヨ姐）

## スタッフ
- 製作著作:テレビ西日本